# 返朴归真
返朴归真（英语：Return to Innocence）是1994年由德国音乐团体英格玛创作的单曲。该曲是出自英格玛的第二章专辑《变幻的十字架》（The Cross of Changes）
返朴归真是该乐团享誉世界的著名曲目。在单曲排行榜上超过10个国家排名第一，包括希腊、挪威、瑞典等。

## 历史
在该曲中，主要演唱者是安德烈·哈德（Andreas Harde），而台湾原住民的演唱部分是来自《老人饮酒歌》，但这部分是未经版权允许的情况下制作成的。台湾阿美族演唱家郭英男和郭秀珠曾接受于法国巴黎的世界文化馆的邀请，参加演出。他们的演唱被录制了下来并制成了CD。英格玛的制作人迈克尔·克里图得到了这样CD后，将歌曲进行了再加工。除此之外，歌曲鼓声部分是来自齐柏林飞船的歌曲《When the Levee Breaks》。在1996年亚特兰大奥运会曾使用该歌曲。
在1998年3月，郭英男和郭秀珠起诉了迈克尔·克里图，维京唱片和一些未授权而使用他们歌曲的唱片公司。最终这个官司在法庭外和解，并给予郭英男数目不详的钱和对歌曲的使用的赔偿及版税。迈克尔·克里图说他曾被告诉说那段录音是公共领域的作品，他并没有有意侵犯郭英男的版权。
该曲的音乐录影拍摄在迈克尔·克里图的居住地——西班牙的马拉加，音乐录影讲述了一个人由死亡开始到出生结束的景象，生活的一切都是倒序的、倒向的。
反朴归真歌曲曾被电影《重返伊甸园》（Exit to Eden）和《犬父虎子》（Man of the House）使用，以及电视剧《外星界限》（The Outer Limits）、《我所谓的生活》（My So-Called Life）、《疑案追踪》（Cold Case）之中。

## 单曲列表

### 4轨CD
1. "Radio Edit" – 4:03
2. "Long & Alive Version" (Remixed by Curly M.C. and Jens Gad) – 7:07
3. "380 Midnight Mix" (Remixed by Jens Gad) – 5:55
4. "Short Radio Edit" – 3:01

### 5轨CD
1. "Radio Edit" – 4:03
2. "Long & Alive Version" (Remixed by Curly M.C. and Jens Gad) – 7:07
3. "380 Midnight Mix" (Remixed by Jens Gad) – 5:55
4. "Short Radio Edit" – 3:01
5. "Sadeness (Part I) (Radio Edit)" – 4:17